# Microlepidogaster perforatus
Microlepidogaster perforatus är en fiskart som beskrevs av Eigenmann och Eigenmann, 1889. Microlepidogaster perforatus ingår i släktet Microlepidogaster och familjen Loricariidae. Inga underarter finns listade i Catalogue of Life.